# Welsh League Cup 2014-2015
La Welsh League Cup 2014-15 è stata la 23ª edizione di questo torneo, è iniziata l'11 agosto 2014 ed è terminata il 25 gennaio 205 con la finale vinta dal The New Saints sul Barry Town.

## Primo turno
Al primo turno partecipano tutte e 24 le squadre. Partecipano le 12 squadre della Welsh Premier League, le 8 migliori squadre della Cymru Alliance e della Welsh Football League, 4 wild card.
| Squadra 1            | Risultato | Squadra 2        |
| -------------------- | --------- | ---------------- |
| 11 agosto 2014       |           |                  |
| Penybont             | 4 − 0     | Llanidloes Town  |
| 13 agosto 2014       |           |                  |
| Denbigh Town         | 0 − 1     | Cefn Druids      |
| Haverfordwest County | 4 − 0     | Afan Lido        |
| Prestatyn Town       | 4 − 2     | Conwy Borough    |
| 16 agosto 2014       |           |                  |
| Bangor City          | 3 − 1     | Newtown          |
| 18 agosto 2014       |           |                  |
| GAP Connah's Quay    | 0 − 2     | Rhyl             |
| Taff's Well          | 0 − 2     | Aberystwyth Town |
| 19 agosto 2014       |           |                  |
| Caersws              | 3 − 5     | Llandudno        |
| Porthmadog           | 0 − 2     | The New Saints   |
| 20 agosto 2014       |           |                  |
| Aberdare Town        | 1 − 5     | Port Talbot Town |
| Guilsfield           | 2 − 3     | Caernarfon Town  |
| 9 settembre 2014     |           |                  |
| Barry Town           | 1 − 7     | Merthyr Town     |

## Secondo turno
Alle 12 squadre vincenti il primo turno si aggiungono le semifinaliste della passata edizione, Carmarthen Town, Bala Town, Airbus UK Broughton e Cambrian & Clydach Vale.
| Squadra 1               | Risultato               | Squadra 2            |
| ----------------------- | ----------------------- | -------------------- |
| 2 settembre 2014        |                         |                      |
| Aberystwyth Town        | 0 − 1 (dts)             | Bala Town            |
| Bangor City             | 2 − 1                   | Cefn Druids          |
| Carmarthen Town         | 2 − 3 (dts)             | Penybont             |
| Prestatyn Town          | 6 − 5 (dts)             | Caernarfon Town      |
| The New Saints          | 2 − 1                   | Airbus UK Broughton  |
| 3 settembre 2014        |                         |                      |
| Port Talbot Town        | 1 − 0                   | Haverfordwest County |
| 10 settembre 2014       |                         |                      |
| Llandudno               | 1 − 1 (dts) 4 – 2 (dcr) | Rhyl                 |
| 17 settembre 2014       |                         |                      |
| Cambrian & Clydach Vale | 1 − 2                   | Merthyr Town         |

## Terzo turno
| Squadra 1         | Risultato | Squadra 2    |
| ----------------- | --------- | ------------ |
| 23 settembre 2014 |           |              |
| Prestatyn Town    | 1 − 0     | Bangor City  |
| Bala Town         | 3 − 1     | Llandudno    |
| The New Saints    | 3 − 0     | Penybont     |
| 24 settembre 2014 |           |              |
| Port Talbot Town  | 2 − 1     | Merthyr Town |

## Semifinali
| Squadra 1        | Risultato   | Squadra 2        |
| ---------------- | ----------- | ---------------- |
| 18 novembre 2014 |             |                  |
| Bala Town        | 2 − 0       | Prestatyn Town   |
| The New Saints   | 2 − 1 (dts) | Port Talbot Town |

## Finale
| Arbitro: | Mark Whitby |

|  |           |                               |
|  | Marcatori | 32’ 80’ Quigley 41’ Seargeant |